# Campo dei cent'anni
Il campo dei cent'anni è stato l'impianto calcistico di Catania tra il 1930 e il 1937. Vi si giocarono 104 partite ufficiali di Prima Divisione e Serie B e la squadra di casa, la Società Sportiva Catania (ribattezzata nell'ultimo anno A.F.C. Catania), perse solo nove gare. La capienza era di circa cinque-seimila spettatori.
Prima della costruzione delle tribune, il terreno aveva già ospitato per anni le società calcistiche locali. Il 30 giugno 1909 vi si giocò la prima partita tra la Pro Patria e l'equipaggio di nave Regina Margherita; la squadra catanese fu soprannominata "i matti di piazza d'Armi" per il nome dell'area dove fu tracciato il campo. Si giocò ancora lì nei due decenni successivi, anche quando la piazza fu ribattezzata Esposizione e poi Giovanni Verga.
Nel 1927 proprio il campo fu però la causa dell'esclusione della Catanese dalla Seconda Divisione: non era infatti un impianto a norma e qualche anno dopo si rese necessaria la costruzione delle tribune e il rifacimento del terreno.
Il campo dei cent'anni fu dunque costruito grazie a una sottoscrizione popolare in un solo mese, tra agosto e settembre 1930, dalla ditta di Giovanbattista Polizzi e su progetto di Leone Leoni; fu inaugurato il 21 settembre con un'amichevole tra Catania e la Fulgor di Milano, vinta per 5-1 dai rossazzurri. Il 26 dicembre 1932 vi si disputò un'amichevole della Nazionale universitaria italiana contro quella tedesca; il 6 febbraio dell'anno dopo vi giocò la Juventus del quinquennio d'oro contro la squadra locale.
Il 5 maggio 1935 vi si giocò la partita Catania-Genova 1893 2-2, che per anni sarebbe stata ammantata di leggenda perché fece sfumare le speranze dei rossazzurri di andare in Serie A.
Tuttavia, già nel 1932 si iniziò a pensare di sostituirlo con un altro impianto: nell'ottobre 1933 iniziò la costruzione dello stadio Cibali che fu inaugurato il 28 novembre 1937, dopo la demolizione del campo dei cent'anni. Nel 2013 un evento in memoria di Géza Kertész fu organizzato proprio lì dove sorgeva lo stadio in cui il Catania ottenne la prima promozione in B.